# Месть Розовой пантеры
«Месть Розовой пантеры» (англ. Revenge Of The Pink Panther) — кинофильм, комедия. Пятый фильм режиссёра Блейка Эдвардса из серии, продолжающий историю приключений инспектора Клузо после фильма «Розовая Пантера наносит новый удар».
Этот фильм официально считается последним, в котором Питер Селлерс сыграл инспектора Клузо, поскольку картина «След Розовой пантеры» (1982) состояла из вырезанных эпизодов и сцен, не вошедших в предыдущие серии. Шестым фильмом должен был стать «Романс Розовой пантеры», но Селлерс умер от сердечного приступа на ранних этапах работы над лентой.

## Сюжет
Известный криминальный авторитет Франции, Филип Дувье, решает устранить инспектора Клузо, чтобы произвести впечатление на своих коллег-гангстеров. Жак Клузо инсценирует собственную гибель и берёт себе новое имя — Клод Руссо. Шеф инспектора, бывший комиссар Шарль Дрейфус, произнося панегирик на похоронах Клузо, видит своего подчинённого живым и падает в обморок. Клузо и его помощник Като отправляются из Парижа в Гонконг с целью поимки Филипа Дувье. Туда же приезжает Шарль Дрейфус, вновь начинающий страдать психическим расстройством.

## В ролях
- Питер Селлерс — Инспектор Жак Клузо
- Герберт Лом — главный инспектор Дрейфус
- Дайан Кэннон — Симона
- Роберт Уэббер — Дювье
- Пол Стюарт — Скаллиги
- Бёрт Квок — Гато
- Тони Бэкли — Другой Парень
- Роберт Лоджиа — Аль Марчионе
- Андре Маранн — Сержант Франсуа Шевалье
- Грэм Старк — Профессор Огюст Балльс
- Альфи Басс — Ферне
- Сью Ллойд — Клод Россос
- Дэнни Шиллер — Канни
- Даглас Уилмер — Полицейский комиссар
- Ферди Мэйн — Доктор Поль Ляпрон
- Элизабет Уэлч — миссис Ву